# Daroca
Daroca è una città della provincia di Saragozza, Comunità Autonoma d'Aragona, in Spagna.

## Posizione e Descrizione
Situata a 84 km a sud di Saragozza, nella depressione del fiume Jiloca, a 797 metri slm.
Si tratta di un complesso fortificato circondato da mura costruite tra il XIII e il XVI secolo e conservate praticamente intatte. Si staccano in esse due porte difensive situate alle due entrate principali della città, la Puerta Baja, rimodellata nel XVI secolo con due torri quadrangolari, e la Puerta Alta, trasformata nel XVII secolo. Conta inoltre altre porte come quella di Valencia e quella mudéjar di San Martín de la Parra. A Daroca esistevano tre castelli, il Castillo Mayor, quello della Judería e quello di San Cristóbal o Torre del Andador.
Tra gli altri edifici civili sono degni di nota il Palacio de los Luna, del XV secolo, e il quartiere ebraico, con un complesso di edifici rinascimentali e barocco del XVI e XVII secolo.

## Estensione e Popolazione
Il suo territorio occupa 52,05 km2 e ha una popolazione di 2 345 abitanti (INE 2008). È capitale della comarca Campo de Daroca. I suoi abitanti si chiamano darocense.

## Società

### Evoluzione demografica
| Variazione demografica del municipio tra il 1991 e il 2004 | Variazione demografica del municipio tra il 1991 e il 2004 | Variazione demografica del municipio tra il 1991 e il 2004 | Variazione demografica del municipio tra il 1991 e il 2004 |
| ---------------------------------------------------------- | ---------------------------------------------------------- | ---------------------------------------------------------- | ---------------------------------------------------------- |
| 2004                                                       | 2001                                                       | 1996                                                       | 1991                                                       |
| 2155                                                       | 2212                                                       | 2335                                                       | 2351                                                       |

## Economia
È una città turistica e culturale. Sono presenti industrie agrarie.

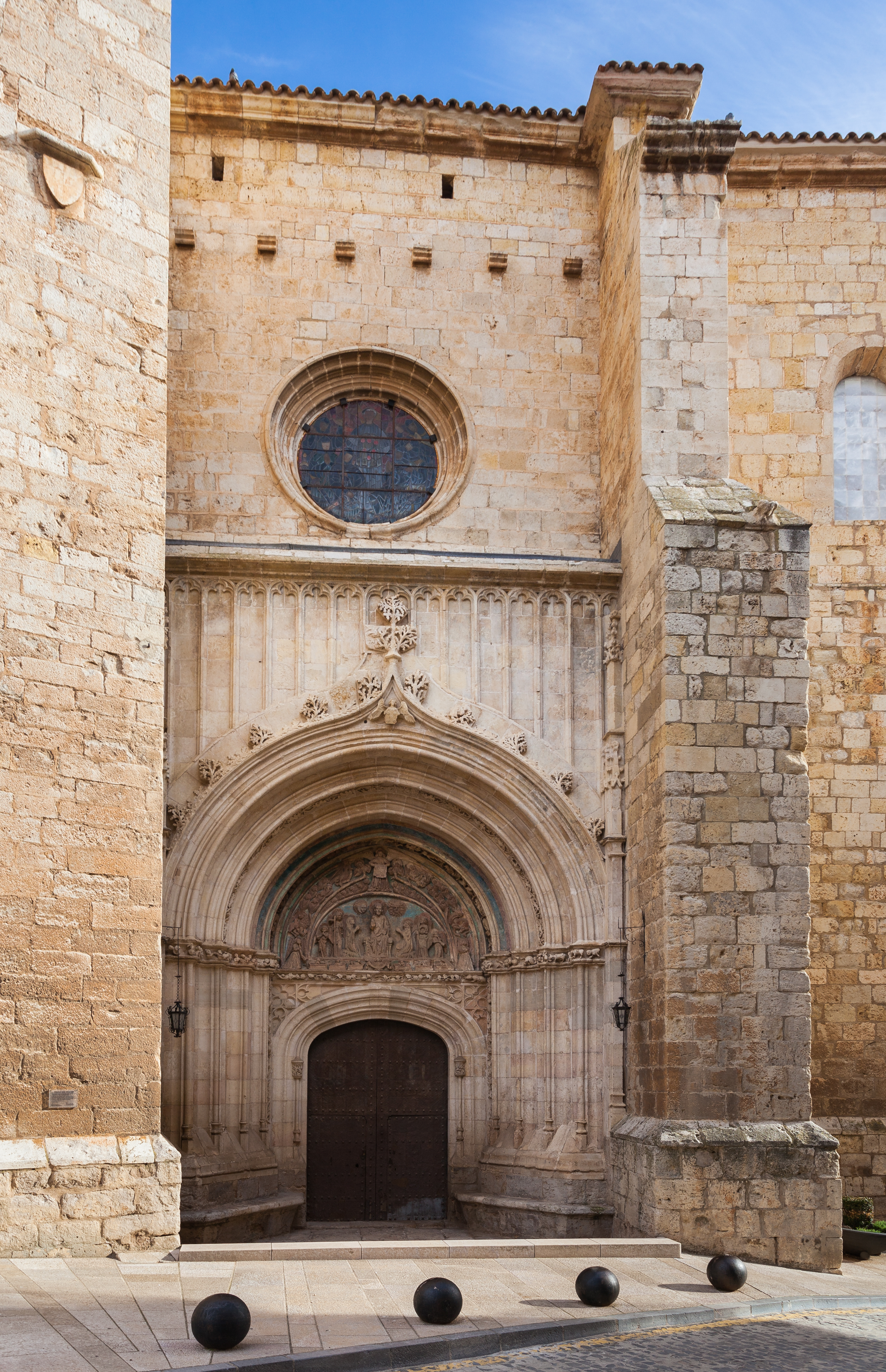
Puerta del Perdón di Santa María de los Sagrados Corporales

## Storia
- Origini

Secondo alcuni autori, il primitivo villaggio di origine celto-iberica si chiamò Darek. I romani la chiamarono Agiria, e vi costruirono un castello per difendere la via Laminium, che passava per il centro del paese, mettendo in comunicazione Saragozza (Caesaraugusta) e Valencia (Valentia Edetanorum).
- Arabi

Gli arabi le diedero il nome di Calat-Darwaca (862), possedendola per 400 anni, finché Alfonso I il Battagliero la conquistò nel 1120.
- Riconquista

Nel XII secolo, Ramón Berenguer IV la convertì nella capitale della Comunità di Daroca, di grande influenza sociale e militare durante tutto il Medioevo. 
In essa si celebrarono riunioni in molte occasioni: 1196 (Pietro II), 1222-1243 (Giacomo I), 1311 (Giacomo II), 1338 (Pietro IV), nella quale si regolò la pace con la Castiglia. 

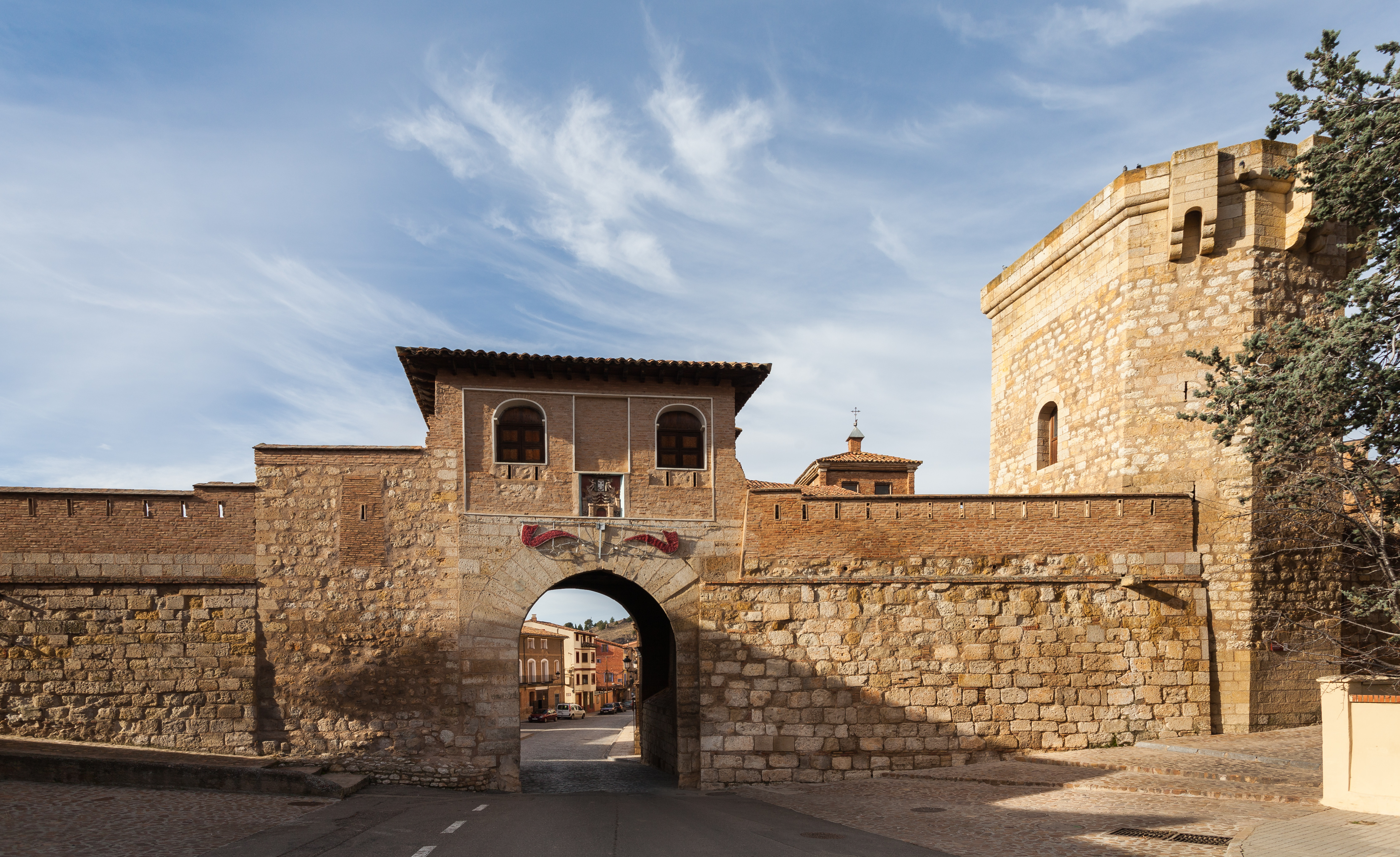
Puerta Alta.

Contro le sue mura si fermò Pedro I di Castiglia nel 1357 nell'intento di invadere l'Aragona, meritando per il suo eroismo il titolo di Puerta Férrea de Aragón. Nella guerra contro Pietro I di Castiglia, Daroca resistette all'assedio del castigliano, cosa che le valse la concessione del rango di Città nel 26 aprile del 1366.
La vita della città era retta dal consiglio.
- Visite reali

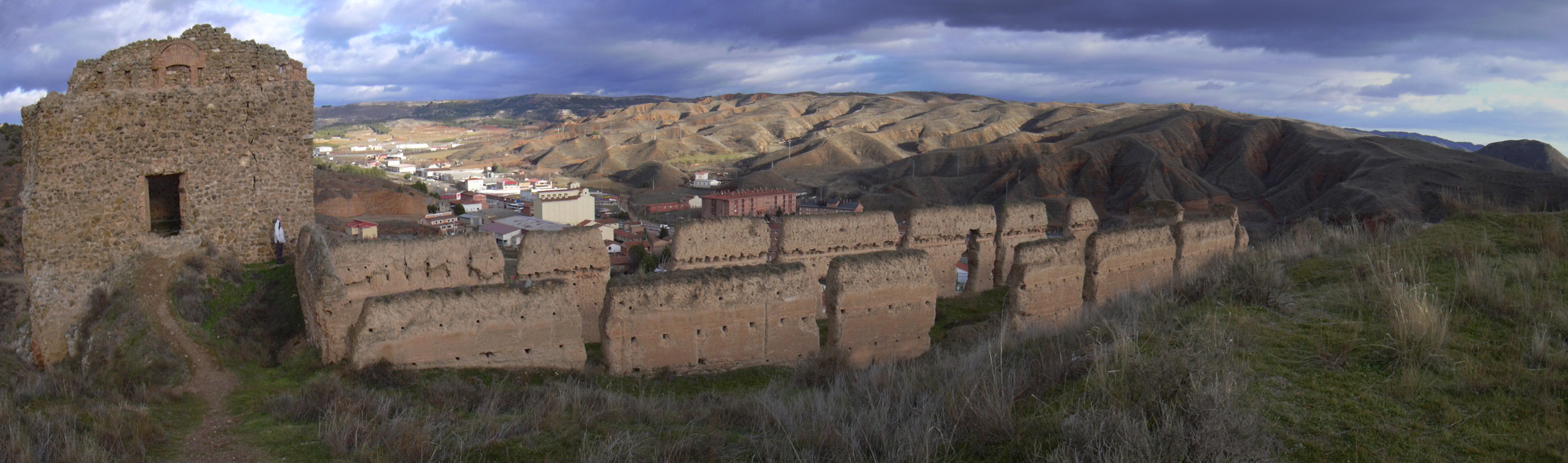
Rovine del Castillo Mayor

Con frequenza vi passavano e facevano scalo in punti della comarca re, tra essi i Re Cattolici, Carlo I, Filippo II e Filippo III. Filippo V fu anch'esso a Daroca e anche il suo rivale nelle pretese al trono di Spagna alla morte senza successore di Carlo II lo Stregato.
- XVIII secolo

In seguito alla morte di Carlo II, Daroca abbracciò nel 1706 la causa del pretendente austriaco, l'arciduca Carlo III, contro gli interessi della Francia incarnati dal Duca d'Angiò, Filippo V, dal quale fu occupata e saccheggiata, rimanendo da allora sottomessa al futuro re. Così terminare quasi sei secoli di autonomia: sparì l'ufficio di giustizia, che fu sostituito da un coreggente reale; si riformò la composizione del consiglio, sparendo i giurati e creando otto reggenti, un segretario e due deputati del comune.
- XIX secolo

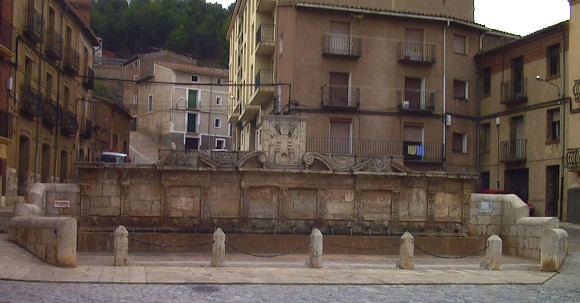
Fontana delle venti canne.

Durante la Guerra d'indipendenza spagnola le truppe di Napoleone entravano a Daroca nel giugno del 1808, tornando periodicamente per tenere sotto controllo la città e soffocare la resistenza che si produsse durante il 1809, obbligando i francesi a lasciare una guarnigione permanente. Daroca fu liberata nell'agosto del 1813. L'anno seguente, di ritorno dalla Francia, dove fu prigioniero, il re Ferdinando VII rimase a Daroca, dove gli fu comunicato il contenuto della costituzione di Cadice.
Nelle guerre carliste, nel corso del XIX secolo, fu un luogo desiderato da questi, che occuparono la città nel 1834, nel 1837 e nel 1872. In ogni caso queste occupazioni furono sporadiche, poiché Daroca rimase fedele alla monarchia incarnata da Isabella II.
Dalla metà del XIX secolo migliorò la situazione economica con alcuni risultati agricoli che fecero da motore per il commercio e l'installazione di piccole industrie.
- XX secolo

Agli inizi del XX secolo, l'inaugurazione della ferrovia Teruel-Calatayud portò un miglioramento per lo sviluppo del commercio darocense. In questi anni si costruirono mura di contenimento negli spalanchi e si iniziò un riforestamento per cercare di evitare i grandi danni provocati dalle periodiche inondazioni dei torrenti che sfociano nel Jiloca. A partire da questi anni la città iniziò a decadere, sebbene conservò il suo posto grazie all'industrializzazione e alla meccanizzazione del campo, ma non seppe adattarsi ai nuovi tempi e le sue fiere, riflesso della realtà economica, andarono scomparendo.
Attualmente si tenta di riattivare il commercio, potenziare il turismo, ma l'agricoltura sta soffrendo un duro momento, dato che nella zona non esistono giovani che si dedicano alla coltivazione tradizionale, e la piana è piena di piante boschive. Ma la storia più importante di questa comarca sta, senza dubbio, nella zona della laguna di Gallocanta.

## Luoghi d'interesse
- Mura medievali (oltre 4 km).

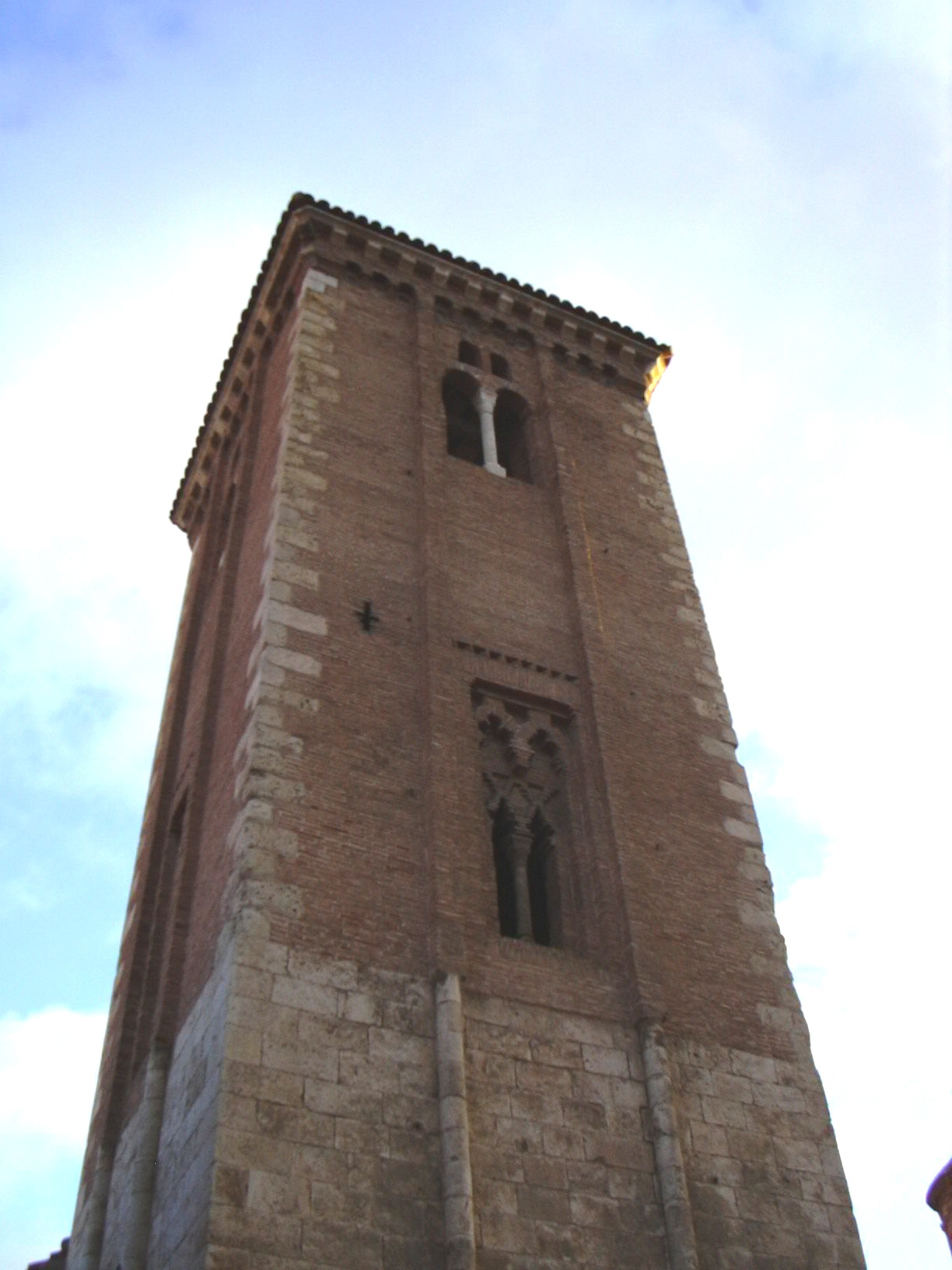
Torre mudéjar della chiesa di Santo Domingo.

- Castillo Mayor (palazzo islamico del IX secolo).
- Porte della muraglia (Puerta Baja, Puerta Alta, Portale di Valencia e Arrabal).
- Chiesa di San Miguel.
- Chiesa di San Juan.
- Chiesa di Santo Domingo. XII secolo. Romanico-mudéjar. La sua torre è considerata come l'esempio più antico di arte mudéjar aragonese.
- Basilica di Santa Maria de los Sagrados Corporales.[2] Conserva al suo interno i corporali del miracolo eucaristico di Daroca del 1239.
- Fontana delle venti canne.
- Calle Valcaliente.

## Amministrazione

### Gemellaggi
- Pouillon